# Bitwa pod Budziszynem (1813)
Bitwa pod Budziszynem (niem. Schlacht bei Bautzen) – starcie zbrojne, które miało miejsce w dniach 20–21 maja 1813 r. w końcowym okresie wojen napoleońskich. Armią francuską dowodził osobiście Napoleon I Bonaparte, wojskami sprzymierzonych zaś generał Piotr Wittgenstein i książę Gebhard Leberecht von Blücher. Bitwa zakończyła się zwycięstwem armii Napoleona, ale nie doprowadziła do ostatecznego pokonania przeciwnika.

## Działania
Po bitwie pod Lützen, stoczonej 2 maja 1813 r. (zwanej też bitwą pod Großgörschen), w której Napoleon pobił wojska rosyjsko-pruskie, armia sprzymierzonych rozpoczęła odwrót. Napoleon zajął Drezno, a następnie ruszył w pościg, wydzielając ze swej armii 84-tysięczny, manewrowy korpus marszałka Neya, i w okolicach Budziszyna zaatakował ponownie. Pomimo że Francuzom ostatecznie nie udał się – z winy Neya, który nie zrozumiał intencji cesarza – manewr cęgowy, bitwa oceniona została jako zwycięstwo francuskie.
Krótko przed bitwą dwójka monarchów wojsk sprzymierzonych spotkała się na Górnych Łużycach, gdzie dopilnowywała koncentracji swoich wojsk pod Budziszynem. Ich siły liczyły 250 000 Rosjan i Prusaków, w tym 30 000 kawalerii, podczas gdy Francuzi dysponowali wojskami w liczbie 115 000 ludzi w sile frontalnego uderzenia oraz 84 000 kawaleryjskiego korpusu Neya.
Korzystny układ terenu wokół Budziszyna oferował sprzymierzonym dobre pozycje obronne. Tutaj też wojska koalicji dnia 13 maja postanowiły przyjąć Francuzów. Ewentualne zwycięstwo Napoleona otwierało przed nim szansę zakończenia pomyślnie całej wojny. Nie stało się tak jedynie dlatego, że Ney zbyt późno rozpoczął manewr okrążający i oddalił się zbytnio, pozwalając Wittgensteinowi wymknąć się z pułapki z niewielkimi stosunkowo stratami i w dość dobrym porządku ujść na Śląsk.
Dla dokonania manewru cęgowego Napoleon podzielił swoje siły, które miały uderzyć z dwóch różnych kierunków. Napoleon zaatakował pierwszy, przyparł armię przeciwnika do Sprewy i w sensie taktycznym bitwę wygrał. Francuzi zmusili przeciwnika do opuszczenia stanowisk obronnych i odwrotu na wschód. Jednak – pozbawiony kawalerii – nie mógł rzucić się w pościg, gdy zaś Ney wreszcie nadciągnął, było za późno.

## Po bitwie
Po bitwie Napoleon był bardzo rozczarowany wynikiem. Formalnie pokonał przeciwnika, zmuszając go do odwrotu, w ostatecznym rozrachunku zwycięstwo to okazało się nieznaczne. Francuzi stracili pod Budziszynem około 13 000 żołnierzy, a sprzymierzeni około 15 000. Jednak niektóre źródła podają straty wojsk koalicji sięgające 20 000 żołnierzy. Mimo wszystko Napoleonowi nie udało się osiągnąć celu, a jego wojska były zbyt wyczerpane, aby wydać przeciwnikowi kolejną bitwę. Do boju ruszyła jedynie kawaleria.
Doszło do starcia pod Wurschen, gdzie pobity został Blücher, a 22 maja pod Löbau pierwszy szwadron 1 pułku szwoleżerów-lansjerów pod Jerzmanowskim wpadł znienacka na dragonów rosyjskich, omal nie zagarnął w niewolę księcia Wasilija Trubeckiego i zepchnął rozbitych dragonów pod szable innych pułków jazdy napoleońskiej.
Była to trzecia część tej bitwy, zwana czasami „bitwą pod Reichenbach”. Generałowie Krasiński i Lefebvre-Desnouettes wiedli do boju szwoleżerów polskich i „czerwonych” holenderskich oraz szaserów gwardii. Chłapowski i Jerzmanowski (każdy na czele dwóch szwadronów) rozbijali całe pułki kawalerii nieprzyjaciela. Potykał się dzielnie 8 pułk szwoleżerów-lansjerów Łubieńskiego. W tej sytuacji Rosjanie postanowili postawić zaporę ogniową. Kanonada powstrzymała polską i francuską szarżę. Od kuli armatniej zginął gen. Bruyére, zabito konia pod Desnouettesem, a na koniec śmierć poniósł zaufany człowiek cesarza, generał Geraud Duroc.
Następstwem bitwy było podpisanie 4 czerwca w śląskim Pläswitz zawieszenia broni, które przetrwało do czasu operacji berlińskiej, będącej prologiem do „Bitwy Narodów” rozegranej w dniach 16–19 października 1813.

## Upamiętnienie

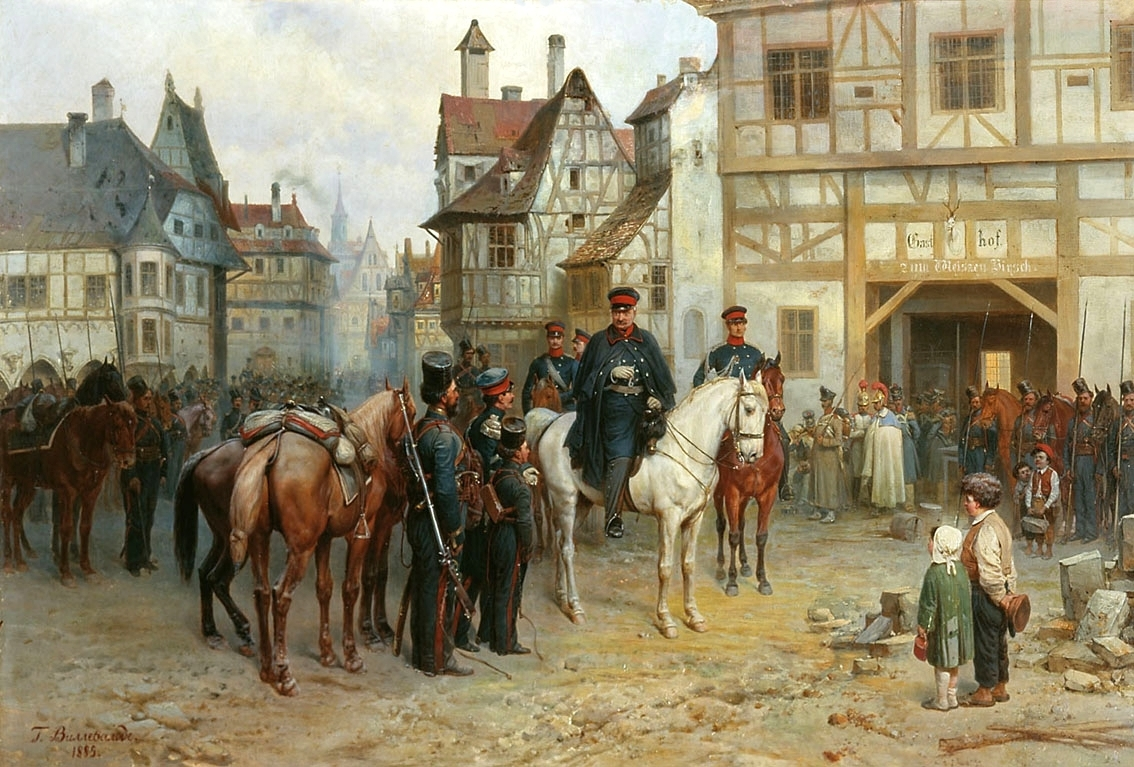
Gebhard Leberecht von Blücher w Budziszynie w 1813

Bitwa ta jest wymieniona na Łuku Triumfalnym w Paryżu.